# Patrick McGuinness
Patrick McGuinness, né en 1968 en Tunisie, est un écrivain britannique.

## Biographie
Né d'une mère belge francophone et d'un père anglais avec ascendance irlandaise, Patrick McGuinness vit au Pays de Galles avec sa famille. Il a grandi ou vécu au Venezuela, en Iran, en Angleterre, en Belgique et en Roumanie.
Il est professeur de français et de littérature comparée au St Anne's College de l’université d'Oxford,.
Il est poète, romancier et traducteur, notamment de Stéphane Mallarmé.

## Travaux
La production de McGuinness se partage entre la littérature académique et la poésie. En 2011, il a publié un premier roman sur les derniers jours du régime de Ceaușescu en Roumanie.

### Critique littéraire et travaux académiques
Patrick McGuinness enseigne le français et la littérature comparée à St Anne's College, à Oxford. Parmi ses publications académiques figure une étude sur T. E. Hulme, une critique de la littérature et de la poésie anglaises, influencées par Bergson à qui le modernisme anglais a beaucoup emprunté.
Il a aussi traduit Stéphane Mallarmé, un important poète symboliste et édité une anthologie en français de la poésie symboliste décadente.
Il a publié les travaux de Marcel Schwob, un symboliste français, écrivain de courtes histoires, ami d'Oscar Wilde, et a écrit sur l'auteur français Joris-Karl Huysmans ami d'Émile Zola.
McGuinness a aussi publié deux volumes de l'argentino-galloise, poète et novelliste Lynette Roberts, grandement appréciée par T.S. Eliot et Robert Graves. D'après McGuinness, Roberts est "un des plus grands poètes de guerre féminins" dont les travaux "constituent une des réponses poétiques les plus imaginatives à la guerre moderne, elle fait partie des écrivains les plus importants pour la langue anglaise." McGuinness écrit à propos de Lynette Roberts :

« Dans sa description de la vie féminine, elle partage quelque chose avec les grandes modernistes comme  Mina Loy et Hilda Doolittle. Sa poésie mérite la comparaison avec les travaux de Pound, Bounting et Eliot, mais peut-être le seul auteur gallois à qui elle peut être comparée est son ami et poète épique, David Jones, dont elle connait et admire le travail. Patrick McGuinness, New Welsh Writing. Rediscovering a modernist classic: Lynette Roberts. »

### Poésies et romans
- Daytime Drinking

First sip: gentle as a stream overreaching,

supple as a rope-bridge in the air;
The second, long as the creak of floorboards,

firm as a leg-iron clasp;
The third, sudden as the trap door beneath you,

the rudderless slide back to thirst.
Source : La cité trahie (Jilted City) (2010).
McGuinness a publié sa première collection de poèmes, Les canaux de Mars (The Canals of Mars), en 2004. Le livre a été traduit en italien (2006). En 2009 Alexandra Buchler et Eva Klimentova ont traduit les poèmes de McGuinness The Canals of Mars et 19th Century Blues en Tchèque.
En 2007, il publie un pamphlet poétique, Le blues du XIXe siècle (19th Century Blues), qui remporte le concours  de The Poetry Business Book & Pamphlet Competition en 2006.
Son dernier recueil de poésies est La cité trahie (Jilted City), dont le leitmotiv est la mémoire, une cité trahie (the jilted city). Une partie du livre, appelée Blue Guide concerne les voyages en train vécus par le jeune McGuinness sur la ligne de chemin de fer historique, la ligne 162, entre Bruxelles et Luxembourg. Cette partie a été traduite en français par Gilles Ortlieb, dans la revue Théodore Balmoral. L'ensemble du recueil a été traduit en italien par Giorgia Sensi et publié sous le titre L'âge de la chaise vide (L'età della sedia vuota), le titre d'un des poèmes du livre, comme un hommage au vécu des femmes au regard de la perspective guerrière, une chaise vide sur la plage comme le symbole d'une absence violente et irrationnelle.
Le premier roman de Patrick McGuinness, Les Cent derniers jours (The Last Hundred Days), a été nommé pour le prix Man Booker (Man Booker Prize) en 2011. Un récit inspiré de l'effondrement du communisme dans la Roumanie de Ceaușescu, un des régimes les plus paranoïaques où l'espionnage de la vie  privée menace toute relation humaine. Le personnage principal en est un étudiant anglais enseignant à Bucarest, où McGuinness a vécu lui-même dans les années précédant la révolution.

## Récompenses et distinctions
- 1998 : Eric Gregory Award
- 2001 : Prix Levinson
- 2005 : Prix Roland Mathias, liste courte, The Canals of Mars
- 2006 : Poetry Business Competition, 19th Century Blues
- 2009 : Chevalier des Palmes académiques
- 2011 : Costa Book Awards, liste courte, The Last Hundred Days
- 2012 : Chevalier des Arts et des Lettres
- 2013 : Prix du premier roman
- 2015 : Membre de l'Académie luxembourgeoise de Belgique

## Œuvres traduite en français
- Les Cent Derniers Jours, [« The Last Hundred »], traduction de Karine Lalechère, Paris, Éditions Grasset et Fasquelle, coll. « Roman étranger », 2013, 493 p.  (ISBN 978-2-246-79854-5)[18]
- Vide-Grenier, [« Other People’s Countries »], traduction de Karine Lalechère, Paris, Éditions Grasset et Fasquelle, 2015, 272 p.  (ISBN 978-2-246-85182-0)
- Guide Bleu, recueil de petits poèmes de la "ligne 162", ligne ferroviaire Bruxelles - Arlon, traduction de Gilles Orlieb, Paris, Éditions Fario, 2015, 77 p.  (ISBN 979-10-91902-15-1)
- Jetez-moi aux chiens, [« Throw Me to the Wolves »] traduction de Karine Lalechère, Paris, Éditions Grasset, 2020, 384 p.  (ISBN 978-2246820109)